# سیارک ۲۲۲۰۳۲
سیارک ۲۲۲۰۳۲ (به انگلیسی: 222032 Lupton، نامگذاری:1998SW172) دویست و بیست و دو هزار و سی و دومین سیارک کشف شده‌است که در ۱۹ سپتامبر ۱۹۹۸ کشف شد.